# Leamington (Utah)
Leamington è una città degli Stati Uniti d'America, situato nello Stato dello Utah, nella contea di Millard. Secondo il censimento del 2020 gli abitanti di Leamington ammontavano a 256.